# بژژاوا
بژژاوا (به لهستانی:  Brzeżawa) یک روستا در لهستان است که در گمینا بیرچا واقع شده‌است. بژژاوا ۳۰۳ نفر جمعیت دارد.